# Țibucani (gmina)
Țibucani – gmina w Rumunii, w okręgu Neamț. Obejmuje miejscowości Davideni, Țibucanii de Jos i Țibucani. W 2011 roku liczyła 3886 mieszkańców.